# Toxoscelus eylandtus
Toxoscelus eylandtus (лат.) — вид жуков-златок рода Toxoscelus из подсемейства Agrilinae.

## Распространение
Австралия (Groote Eylandt, Северная территория).

## Описание
Златки мелкого размера. Самцы: 5,1 мм (ширина 1,7 мм). Самки неизвестны. Длина надкрылий 3,0 мм, ширина 1,7 мм; ширина головы равна 54% ширины переднеспинки; максимальная длина глаза (0,65 мм) 54 % от ширины головы; полублестящий чёрный сверху и снизу, со слабыми отблесками, которые становятся более отчётливыми на приподнятых выступах темени и переднеспинки; небольшие участки по обе стороны от шва надкрылий надкрылья медного цвета; дорсальная поверхность в целом морщинистая, морщинки на голове и выступы переднеспинки более или менее параллельны, выглядящие как контурные линии на топографической карте; простернум субареоличный, в остальном поверхность мелко морщинистая.

## Систематика
Сходен с Toxoscelus queenslandicus, но отличается признаками надкрылий. Вид был впервые описан в 2000 году американским энтомологом Чарльзом Беллами (1951—2013) и его австралийским коллегой Magnus Peterson (Австралия).